# Inocybe relicina
Inocybe relicina är en svampart som först beskrevs av Elias Fries, och fick sitt nu gällande namn av Lucien Quélet 1888. Enligt Catalogue of Life ingår Inocybe relicina i släktet Inocybe,  och familjen Inocybaceae, men enligt Dyntaxa är tillhörigheten istället släktet Inocybe,  och familjen Crepidotaceae. Arten är reproducerande i Sverige. Inga underarter finns listade i Catalogue of Life.